# Non detto
Il termine non detto si riferisce a ciò che, in una comunicazione, non è statuito in modo espresso, che viene taciuto o tenuto nascosto nel discorso di un individuo o di un gruppo di persone, oppure, viene espresso in modo implicito o sottinteso.
Il non detto può essere il prodotto dell'intimidazione, di un rimuginare del pensiero, o dello sconcerto di fronte all'inesprimibile.

## Linguistica
Nella sociolinguistica si pone una particolare enfasi su tutto ciò che, nella normale comunicazione, rimane non detto, oppure è oggetto di reticenza, e assume importanza al pari di quanto viene effettivamente detto. Nella comunicazione, infatti, esistono sempre parti che rimangono sottaciute o inespresse: l'autore della comunicazione si aspetta che siano gli interlocutori, servendosi delle loro conoscenze e del contesto della comunicazione, a colmare le lacune di contenuto durante il procedere del discorso.
Basil Bernstein ha utilizzato il "non detto" per descrivere un'importante differenza tra codice ristretto e codice elaborato, nel senso che la parte che viene lasciata implicita nel primo è superiore rispetto al secondo.

## Etnologia
In etnologia, l'etnometodologia ha stabilito una stretta connessione tra il non detto e l'assiomatica. Harold Garfinkel, seguendo Durkheim, ha sottolineato come in ogni situazione, perfino formale, come un contratto legalmente vincolante, i termini dell'accordo si fondano per il 90% su assunzioni tacite che stanno alla base di ciò che è visibile (parlato), che costituisce come una sorta di punta dell'iceberg nella comunicazione interattiva.
Edward T. Hall ha sostenuto che molta cattiva comunicazione interculturale derivava dalla negligenza dei modelli culturali impliciti, inespressi, ma diversi, che ogni partecipante alla comunicazione dà inconsciamente per scontati.

## Psicoanalisi
Luce Irigaray ha sottolineato l'importanza di ascoltare la dimensione dell'inespresso del discorso nella pratica psicoanalitica - qualcosa che può far luce sulle fantasie inconsce dell'analizzando.
Altre psicoterapie hanno anche sottolineato l'importanza della componente non verbale della comunicazione del paziente, talvolta privilegiando questo rispetto al contenuto verbale. Dietro a tutto questo modo di pensare sta il detto di Freud: "nessun mortale riesce a tenere un segreto. Se le sue labbra tacciono, egli chiacchiera con la punta delle dita [...] da ogni poro".